# Speophilosoma montanum
Speophilosoma montanum är en mångfotingart som beskrevs av Masatoshi Takakuwa 1949. Speophilosoma montanum ingår i släktet Speophilosoma och familjen Speophilosomatidae. Inga underarter finns listade i Catalogue of Life.